# Tenkoko Sonoda
Pour les articles homonymes, voir Sonoda.
Tenkōkō Sonoda (園田 天光光, Sonoda Tenkōkō, 23 janvier 1919 – 29 janvier 2015) est une femme politique japonaise. Elle fait partie du premier groupe de femmes élues à la Chambre des représentants en 1946.

## Biographie
Tenkoko Sonoda est la veuve du ministre des Affaires étrangères Sunao Sonoda (en). Elle est aussi la belle-mère d'Hiroyuki Sonoda (en). Socialiste au début, elle milite au sein du Parti socialiste japonais et du Parti des travailleurs et des agriculteurs (maoïsme) à la Diète, mais elle change d'opinion après son mariage et devient conservatrice[réf. nécessaire]. 
Elle est l'une des 39 femmes membres de la Diète de 1946 à 1952, les premières à y siéger, le suffrage féminin ayant été légalisé en 1946. En 1950, elle devient la première femme de l'histoire politique japonaise à avoir un bébé pendant son mandat.
Tenkoko Sonoda était membre du comité représentatif du lobby ouvertement révisionniste Nippon Kaigi, auquel son gendre Hiroyuki Sonoda est également affilié[réf. nécessaire].
Elle meurt en 2015, à l'âge de 96 ans. 